# Little Leighs
Little Leighs – wieś w Anglii, w hrabstwie Essex. W 1931 wieś liczyła 158 mieszkańców.